# Nachrichten aus Niedersachsens Urgeschichte
Nachrichten aus Niedersachsens Urgeschichte (NNU) ist ein wissenschaftliches archäologisches Jahrbuch für Niedersachsen. In der Fachschrift veröffentlichen Archäologen, Paläontologen, Bodendenkmalpfleger und Wissenschaftler benachbarter Fachbereiche Berichte zu Ausgrabungen und Fundstücken aus unterschiedlichen Zeitepochen. Sie dient dem wissenschaftlichen Diskurs über Fundkomplexe und enthält Grabungs- sowie Fundberichte, Nachrichten und Buchbesprechungen. Die einzelnen Aufsätze werden häufig mit Fototafeln in Schwarz-Weiß, seit 2013 in Farbe, ergänzt.
Die  jährlich erscheinende Schrift wurde 1927 vom Prähistoriker Karl Hermann Jacob-Friesen begründet. Seit 1969 mit dem Band 38 ist sie Organ der Archäologischen Kommission für Niedersachsen. Ursprünglich erschienen die Nachrichten aus Niedersachsens Urgeschichte im Hildesheimer Verlag Lax, ab 1991 im Theiss Verlag. Seit 1995 entsteht das Jahrbuch in Zusammenarbeit mit dem Niedersächsischen Landesamt für Denkmalpflege und erscheint mit einem Beiheft, das die Niedersächsische Fundchronik mit Fundmeldungen und Kurzberichten zu neuen Grabungsergebnissen enthält. Herausgeber ist im Namen der beiden verantwortlichen Institutionen der niedersächsische Landesarchäologe Henning Haßmann, die Schriftleitung der Bände liegt bei Hildegard Nelson (Fundchronik) und Markus C. Blaich (Nachrichten aus Niedersachsens Urgeschichte).
Die Nachrichten aus Niedersachsens Urgeschichte werden mit Mitteln des Landes Niedersachsen gedruckt.
Die Nachrichten ... sind – bis auf die beiden jeweils aktuellen Jahrgänge – downloadbar über die Universitätsbibliothek Heidelberg.
Vorgängerin des Blattes war das Nachrichtenblatt für Niedersachsens Vorgeschichte.